# 白元光
白元光（8世纪？—786年），字元光，唐朝将领。
白元光的先世是突厥人。其父白道生，历任宁州、朔州刺史。白元光开始隶于本军，补节度先锋。安禄山造反，唐玄宗下诏派朔方兵东讨，白元光领所部结义营，长驱跟随李光弼出土门作战。官至太子詹事，封南阳郡王，为两都游弈使。长安收复后，率兵清宫，进击剩下的燕寇，身受多处创伤，唐肃宗亲自为他傅药。转任卫尉卿，兼朔方先锋。史思明攻河阳，李光弼召他主持骑军。其后历任灵武留后、定远城使。贞元二年去世，赠越州都督。